# 市谷亀岡八幡宮

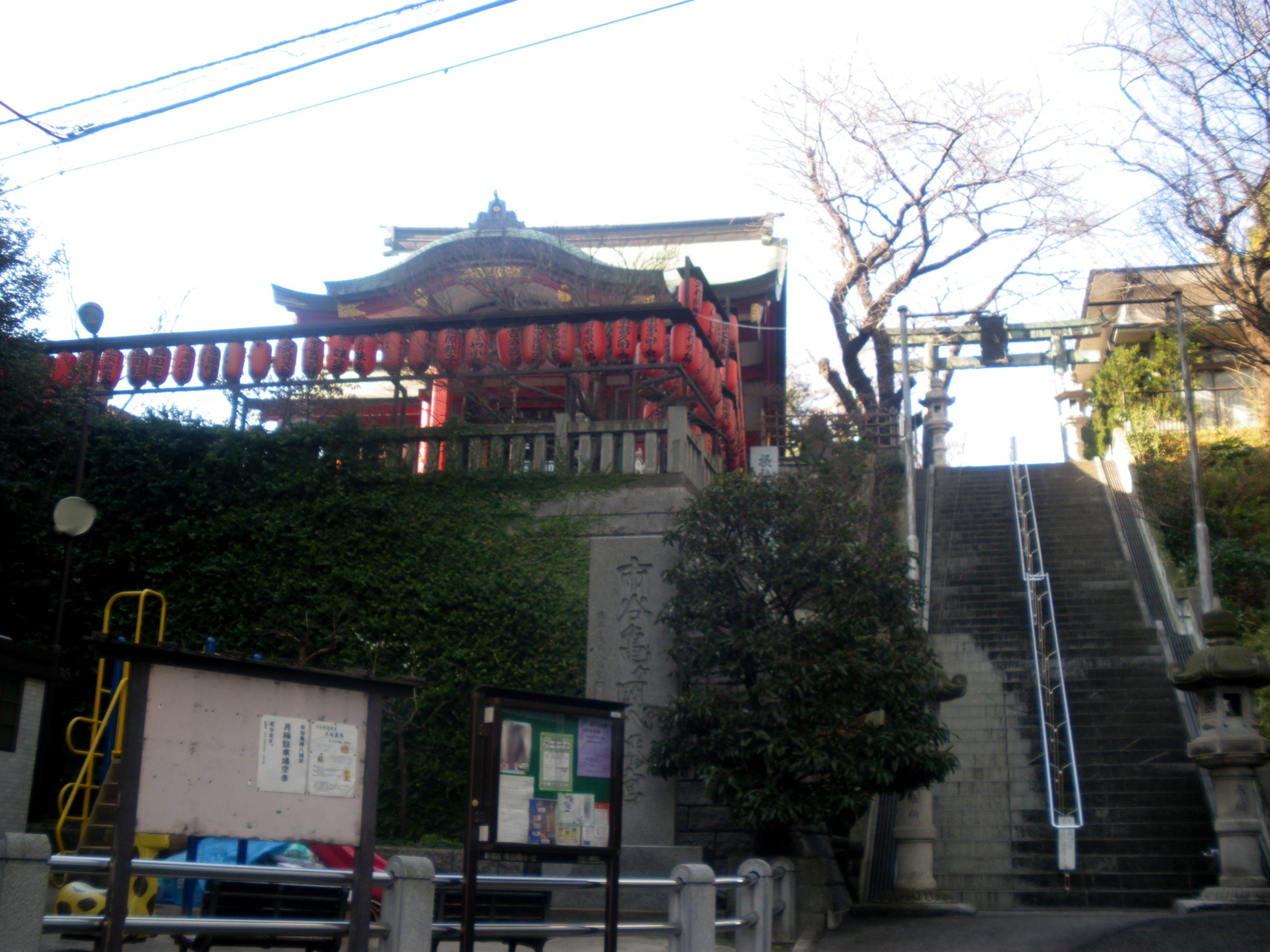
石段と鳥居（左上の社殿は境内社である茶ノ木稲荷神社）

市谷亀岡八幡宮（いちがやかめがおかはちまんぐう）は、東京都新宿区市谷八幡町にある八幡神社。境内にペットを立ち入らせることが認められており、ペット用のお守り、ご祈祷を受けられる。

## 由緒

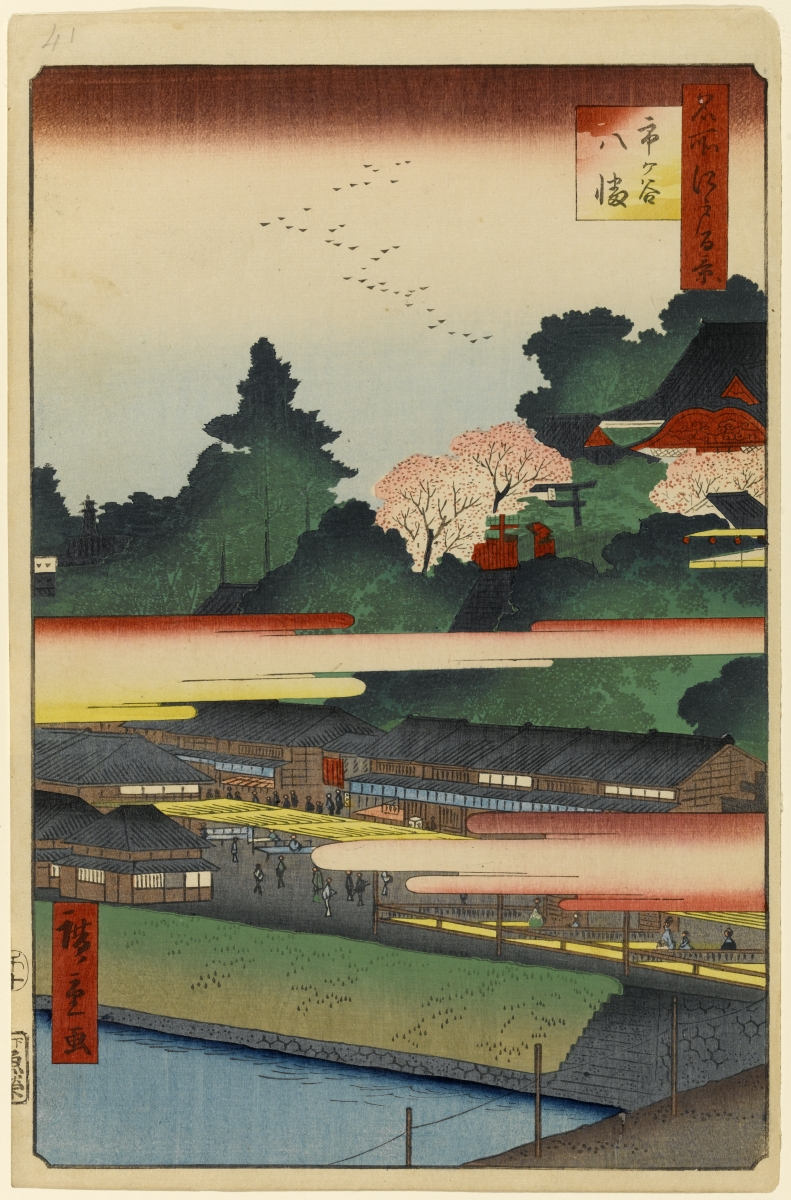
歌川広重・名所江戸百景に見る『市ヶ谷八幡』

当神社は太田道灌が文明11年（1479年）、江戸城築城の際に西方の守護神として鎌倉の鶴岡八幡宮の分霊を祀ったのが始まりである。「鶴岡」に対して亀岡八幡宮と称した。当時は市谷御門の中（現在の千代田区内）にあった。しかし、その後戦火にさらされ荒廃していったが、江戸時代に入り寛永13年頃（1636年頃）に江戸城の外堀が出来たのを機に現在地に移転。
市谷亀岡八幡宮は三代将軍・徳川家光や桂昌院などの信仰を得て、神社が再興された。江戸時代には市谷八幡宮と称した。境内には茶屋や芝居小屋なども並び人々が行き交い、例祭は江戸市中でも華やかなものとして知られ、大いに賑わったという。
明治に入り、神仏分離令により別当寺であった東円寺が廃寺となり（1872年）、芝居小屋などは撤退し樹木が植えられかつての賑わいはなくなっていった。
1945年5月25日、空襲によって社殿は全焼し、神木であるクスノキも焼け落ちた。1962年に現在の社殿が再建される。参拝者は絶えることなく、地域の人々などから信仰されている。

## 祭神
- 市谷亀岡八幡宮の祭神は、誉田別命（応神天皇）、気長足姫尊（神功皇后）、与登比売神。
- 茶ノ木稲荷神社の祭神は、稲荷大神、保食神[4]。

## 境内社
- 茶ノ木稲荷神社
- 金刀比羅宮
- 出世稲荷神社

## 文化財
軍配団扇 - 新宿区登録有形文化財（工芸品）
太田道灌が奉納したという、軍配団扇（ぐんばいうちわ）。製作時期や奉納された年月は不明である。
銅鳥居 - 新宿区指定有形文化財（建造物）
文化元年（1804年）に建造された、銅造の明神鳥居。額には播磨国姫路藩3代藩主酒井忠道の筆による「八幡宮」の3文字が記されている。総高は460センチメートルである。
力石 - 新宿区指定有形民俗文化財
当神社に伝わる7個の力石。それぞれに重量や人名が刻まれている。
几号水準点（水鉢台座） - 新宿区登録有形文化財（歴史資料）
茶筌塚
百度石

## 祭事
- 1月1日 - 歳旦祭
- 1月3日 - 元始祭
- 2月3日 - 節分祭追難式
- 2月17日 - 祈年祭
- 6月30日 - 夏越大祓
- 8月13日 - 8月15日 - 例大祭
- 12月31日 - 大祓

## 氏子地域
- 市谷加賀町
- 市谷甲良町
- 市谷砂土原町
- 市谷左内町
- 市谷台町
- 市谷田町
- 市谷長延寺町
- 市谷仲之町
- 市谷八幡町
- 市谷本村町
- 市谷薬王寺町
- 市谷柳町
- 河田町
- 住吉町
- 富久町

## アクセス
- 市ケ谷駅より徒歩5分（表参道は、外堀通りから入る）。